# توانتین
توانتین (به انگلیسی: Tewantin) یک حومه شهر در استرالیا است که در کوئینزلند واقع شده‌است.